# 徐文亨
徐文亨（1505年—？），字道行，遼東定遼後衛官籍，江西餘干縣人，明朝政治人物。

## 生平
嘉靖十三年（1534年）甲午科順天府鄉試第一百十三名舉人。嘉靖十七年（1538年）中式戊戌科會試第三百四名，登第三甲第二百二十名進士。歷官刑部郎中，二十五年正月恤刑山西，升直隸河間府知府，三十年正月陞山西按察司副使。

## 家族
曾祖徐伯迪，百戶；祖父徐昂，贈千戶；父徐淵，母萬氏。慈侍下。